# Rachel Smith
Rachel Renee Smith (nascida em 18 de abril de 1985, no Panamá) é uma apresentadora de TV que foi Miss USA 2007.

## Biografia
Após a transferência de seus pais para a base de Fort Campbell, ela passou a infância na cidade de Clarksville, no Tennessee, e foi por esse Estado que ela conseguiu venceur o Miss USA 2007.

## Participação em concursos de beleza
Em 2002, Rachel concorreu ao Miss Teen USA, onde acabou entre as 10 finalistas. O título acabou ficando com a candidata do Wisconsin, Vanessa Semrow.

No final de 2006, Rachel venceu o concurso Miss Tennessee USA e conseguiu participar da versão adulta da etapa nacional. Nesse hiato, ela chegou a ser estagiária da Harpo Productions, produtora pertencente à comunicadora Oprah Winfrey e trabalhou na obra social que esta mantém na África do Sul.

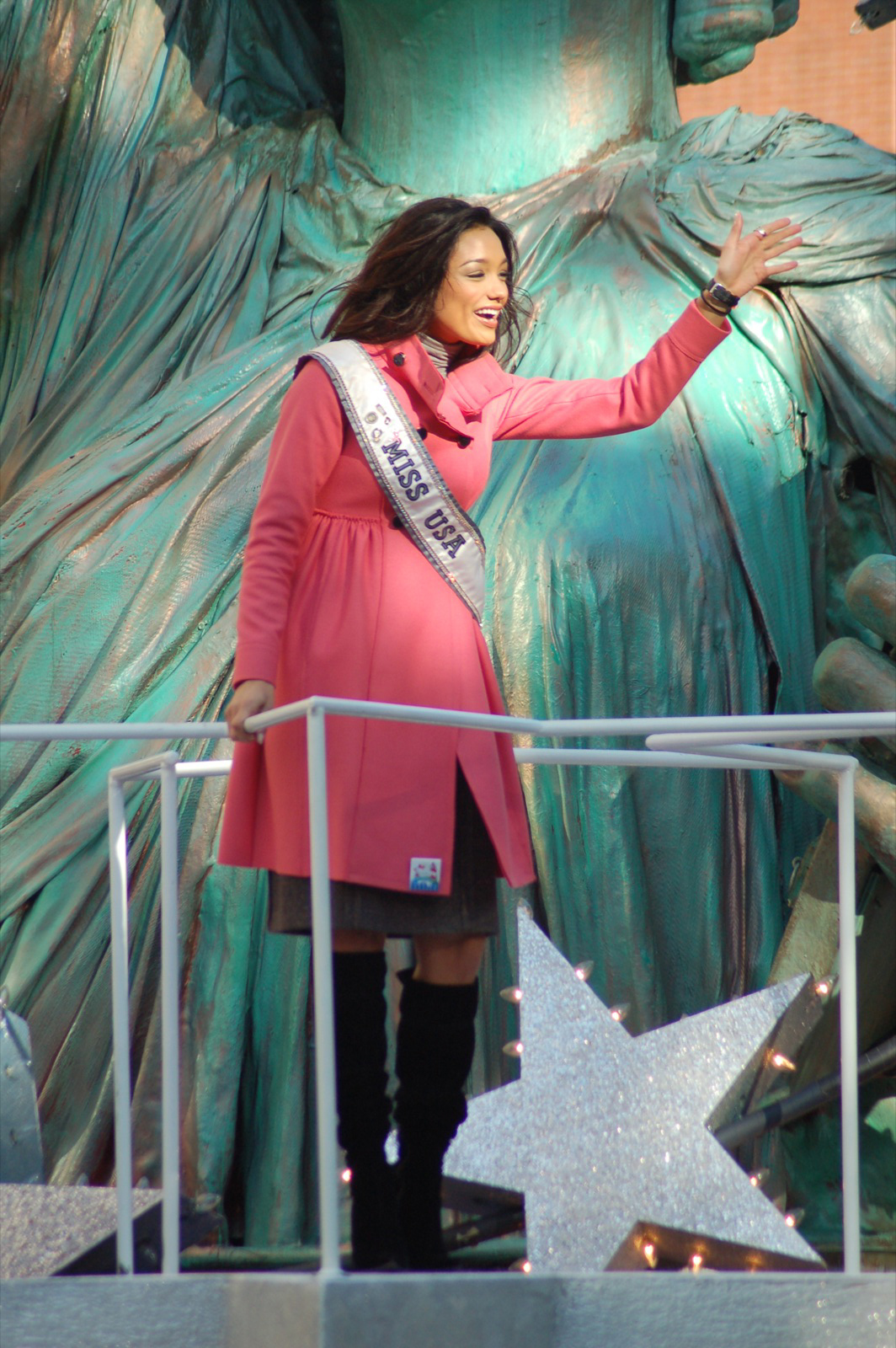
Rachel Smith, Miss USA 2007 e quinta colocada no Miss Universo 2007

No dia 23 de março, Rachel acabou com um jejum de 15 anos de títulos nacionais para o Tennessee no Miss USA. Recebeu a faixa e a coroa de sua antecessora, Tara Conner (que mateve seu título apesar dos escândalos veiculados pela mídia no final do ano anterior).
Como Miss USA, ela cumpriu uma agenda diversa, incluindo participar do programa Pageant Place, exibido pela MTV, ao ladoRiyo Mori e da então miss Teen USA, Katie Blair.
Em dezembro de 2007 ela participou de atividades da USO, divisão de entretenimento das Forças Armadas dos EUA ao lado de nomes como Kid Rock, Robin Williams, Kellie Pickler, Lewis Black e o ciclista Lance Armstrong.

### No Miss Universo 2007
No Miss Universo 2007, realizado na Cidade do México, ela ficou em 5º lugar, mas o que mais chamou atenção sobre sua participação foi o fato dela não ter sido bem recebida pelo público local. As hostilidades começaram logo na apresentação pública dos trajes típicos, no domingo de 20 de maio, na praça do Zócalo, quanto dela se apresentou vestida de Elvis Presley e segurando uma guitarra estilizada nas cores da bandeira norte-americana (veja uma foto aqui).
Reação maior, no entanto, veio na noite do concurso, realizado em 28 de maio no Auditório Nacional. Após escorregar na passarela durante a prova classificatória de trajes de gala (Top 10), Rachel foi vaiada ao ter seu nome anunciado pelo apresentador Mario Lopez para o Top 5. Ela foi a 4ª a ser chamada, enquanto a Miss México ainda não tinha sido chamada (e nem seria, sendo a última vaga a da Miss Japão Riyo Mori, que minutos depois seria coroada Miss Universo).
Alguns acreditam que a irritação do público mexicano se deveu a questões políticas históricas nada amigáveis entre os dois países, entre elas a imigração ilegal através da fronteira mexicana.
Dias após o concurso, as autoridades de turismo da cidade pediram desculpas a Rachel pelos incidentes e disseram que ela era "bem vinda ao México" e pode voltar quando quiser.

## Vida após os concursos
Depois de coroar sua sucessora no Miss USA, ela tinha anunciado que ser mudaria para Hollywood.
Ela é apresentadora do Entertainment Tonight.
Em junho de 2020, ela anunciou que tinha ficado noiva de seu namorado de longa  Mike Weed. "Nosso noivado aconteceu em meio a uma pandemia [de covid-19] (...) mas ele é tudo que eu esperava e muito mais", disse na época.